# フセイン・サーガル

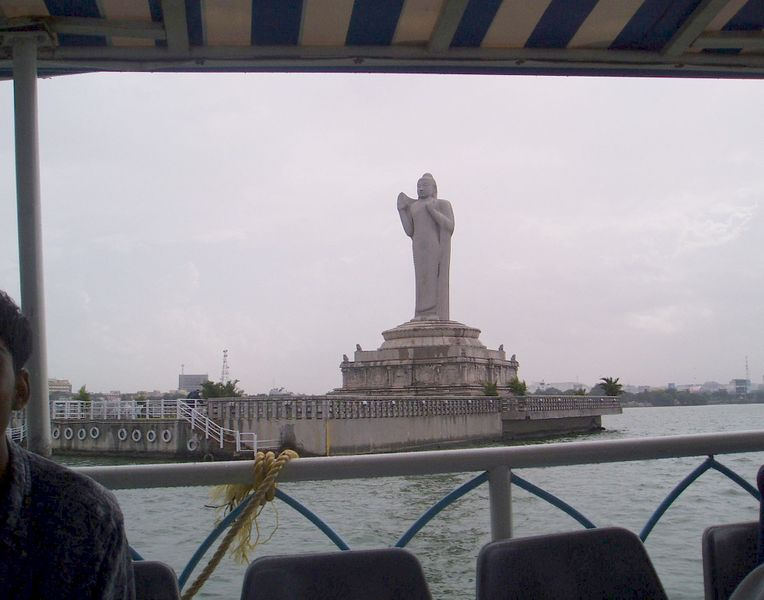
フセイン・サーガルのブッダ像

フセイン・サーガル (हुसैन सागर, حسین ساگر, Hussain Sagar) は、ムーシー川支流のバルカープル川上に建設された堤防によってできた人造ダム湖である。インドのハイデラバードとセカンダラバードの間に位置する。19世紀までフセイン・サーガルは、セカンダラバードの軍宿営地および居住区の水源であったが、1921年にウスマーン・サーガルが新たな水源として、上水供給を開始するにともない水源としての役割を終えた。
堤防は1562年に、ゴールコンダ王国4代目の王、イブラーヒーム・クリー・クトゥブ・シャーの在位期に建設された。堤防の建設と監督は、ハズラット・フセイン・シャー・ワリに委ねられていたため、ダム湖は彼の名にちなんで、フセイン・サーガル（フセイン湖）と呼ばれている。堤防の長さは凡そ2.5kmで、何度か改築され現在の姿となった。セカンダラバード側にはダム湖の水量を調節するための水門が4つ設けられている。堤防上はタンク・バンド・ロードとして、現在も交通に利用されており、混雑する道路としてハイデラバードとセカンダラバードを連絡している。この道への出入り口である堤防の両側には、イブラーヒーム・クリー・クトゥブ・シャーによって馬を休めるためのサライが設けられていた。現在もヴィジャヤナガル王国様式およびカーカティーヤ様式に彫刻された石の門構えが、当時の名残をとどめている。堤防のセカンダラバード側には幾つかの墓が残っている。そのうちの一つは、「堤防の守護聖者」としてよく知られているが、その来歴についてはほとんど分かっていない。堤防の建設に関わった高官に由来するものであろうと考えられている。
タンク・バンド・ロード東側には、黒大理石で作られたインド（主としてアーンドラ・プラデーシュ州）の歴史人物達の像が建てられている。また、湖上の「ジブラルタルの岩」と呼ばれる岩島には、巨大な石のブッダ像が建立され、タンク・バンド・ロードを含む湖周道路は市民の散歩コースとなっている。近年は、湖上でのボートやパラ・セーリング等の娯楽も提供されてはいるが、湖の水質汚染が著しく、時には悪臭も漂う中で娯楽に興じるという雰囲気ではない。湖南岸には、シネマコンプレックスがあり、若者達で連日にぎわっている。